# Gynoplistia kua
Gynoplistia kua är en tvåvingeart som beskrevs av Günther Theischinger 1993. Gynoplistia kua ingår i släktet Gynoplistia och familjen småharkrankar. Inga underarter finns listade i Catalogue of Life.